# Arsène-Gérard-Maxime Martin
Arsène-Gérard-Maxime Martin, francoski general, * 1881, † 1967.